# Шаропай
Шаропай — раннезимний сорт яблони домашней.

## Синонимы
Шаропай зимний, Сквознина(сквозница) Вааламская, Апорт Санталова, Апорт зиловка, Арабка, Антоновка серая.(1)

## Происхождение
Происхождение сорта неизвестно. Предположительно происходит с территории Среднего Поволжья. Впервые описан М. В. Рытовым в 1914 г. в книге «Русские Яблоки», Под названием Шаропай осенний.

## Название
По одной из версий название Шаропай, происходит от тюркского слова — Сары или калмык.-монг. (Шара), что в переводе — жёлтый и Апай(тюрк.) — тётя, сестра. Получается, что-то вроде Жёлтая сестра(Шара-апай). Отсюда русское ШАРАПАЙ.(2)
По другой версии название имеющее тюркское (тур. Şarap) или арабское (араб. شرف‎) происхождение. Было распространено на Руси.
Так в Татарии сорт известен под названием Арабка.(3)

## Распространение
С XIX в. сорт широко распространялся в Среднем Поволжье, а также в Подмосковных садах и питомниках, как высокозимостойкий, крупноплодный сорт сорт. Наибольшее распространение получает на территории Удмуртии и Башкирии.

## Характеристика сорта
Плоды крупные, плоские, ребристые, неправильной формы. Кожица вполне зрелых плодов жёлтая; покровная окраска в виде мутнокрасного размытого румянца с полосками на нём. Плодоножка короткая; воронка широкая, средней глубины, с сильной грубой оржавленностью. Чашечка открытая или полуоткрытая, расположена в широком блюдце с ребристыми краями. Сердечко луковичное; камеры закрытые. Семена длинные.
Мякоть зеленовато-жёлтая, рыхлая, грубозернистая с приятным сахаристым вкусом.

## Использование
В процессе лежки плоды Шаропая приобретают «съедобность». Наилучший вкус они набирают к середине ноября. Долго не хранятся.
В садах используется, как надежный, зимостойкий скелетообразователь.

## Использование в селекции
С. П. Кедриным на Самарской опытной станции по садоводству, был получен сорт — Спартак, путём отбора среди сеянцев Шаропая посева 1936 г.